# Paradromulia nigrosticta
Paradromulia nigrosticta är en fjärilsart som beskrevs av W. Warren 1903. Paradromulia nigrosticta ingår i släktet Paradromulia och familjen mätare. Inga underarter finns listade i Catalogue of Life.